# Archivio di Stato della Repubblica di San Marino
L'Archivio di Stato della Repubblica di San Marino ha sede nella Città di San Marino, a Palazzo Valloni in contrada Omerelli, 13.
Annovera nel suo patrimonio i documenti che raccolgono tutta la storia di San Marino.
Tra essi, il 25 agosto 1749, fu rinvenuto il Placito Feretrano dell'XI secolo da Annibale degli Abati Olivieri.